# Adonis Creed
Adonis Creed, nato Adonis Johnson, è un personaggio cinematografico della saga di Rocky; è il figlio di Apollo Creed ed è interpretato da Michael B. Jordan. È il protagonista dei tre film spin-off della serie, Creed - Nato per combattere (2015), Creed II (2018) e Creed III (2023).

## Nascita del personaggio
Per la creazione del personaggio, il regista Ryan Coogler si è ispirato alla sua esperienza col padre: prima di ogni partita di football di Coogler, il padre gli faceva vedere sempre il film Rocky per caricarlo, e vedeva Rocky II insieme alla madre quando era malata di cancro, che poi morì quando aveva diciotto anni. Dopo la perdita della madre, il padre divenne per Coogler come una figura mitologica, quello che fu Rocky per il padre stesso; così ebbe l'idea di un film in cui l'eroe avesse bisogno di motivazione per affrontare le difficoltà. Inizialmente Sylvester Stallone era riluttante all'idea di partecipare al film, ma cambiò idea dopo aver incontrato Coogler e Jordan. Stallone stesso ha aiutato Jordan a tirare pugni e ricevere i colpi.

## Creed - Nato per combattere
Nel 2014, Adonis è un impiegato in azienda che combatte piccoli incontri a Tijuana, in Messico con il cognome della madre per evitare paragoni ingombranti. Deciso a seguire le orme del padre, Adonis si licenzia e decide di diventare un pugile professionista, contro il parere della madre, ancora traumatizzata dalla morte del marito. Adonis si trasferisce a Filadelfia e incontra Rocky Balboa, rivale e amico del padre, il quale diventa il suo allenatore su sua richiesta. Adonis fa i primi incontri e si fa notare, e il pubblico scopre che Adonis è il figlio di Apollo Creed. Intanto, Adonis si fidanza con la cantante Bianca. Per questo, il campione dei mediomassimi Ricky Conlan lo sfida, additandolo come finto perché divenuto famoso solo perché figlio di Apollo Creed. Durante gli allenamenti, Adonis scopre che Rocky ha un linfoma non Hodgkin e che non si vuole curare: Adonis lo convince a curarsi e arriva carico per la sfida contro Conlan, nel quale combatterà con il cognome paterno. Alla fine, Adonis perde ai punti, ma viene acclamato.

## Creed II
Tre anni dopo la sfida con Conlan, Adonis diventa campione del mondo dei pesi massimi WBC battendo Danny Wheeler e fa la proposta di matrimonio a Bianca. Intanto, un nuovo pugile si fa avanti: Viktor Drago, figlio di Ivan Drago, il pugile che uccise Apollo durante un incontro-esibizione. Nonostante Rocky non voglia, Adonis sfida Viktor, ma quest'ultimo lo mette in difficoltà rompendogli le costole, ma viene squalificato per avere colpito Adonis mentre era inginocchiato. Finito in ospedale, Adonis compie una riabilitazione, ma è traumatizzato; intanto, Bianca partorisce una bambina, Amara. Ripresosi, Adonis si riappacifica con Rocky e accetta di riaffrontare Viktor Drago. Dopo un estenuante allenamento nel deserto, Adonis affronta Viktor a Mosca e gli tiene testa, nonostante il russo lo colpisca ancora alle costole. Alla fine, Adonis vince dopo che Ivan lancia la spugna vedendo il figlio in difficoltà, godendosi il suo momento di gloria.

## Creed III
Nel 2020, dopo aver battuto in una rivincita Ricky Conlan, Adonis annuncia il suo ritiro. Tre anni dopo, nel 2023, Adonis rincontra Damian "Dame" Anderson, un suo amico d'infanzia, appena rilasciato dal carcere dopo una lunga detenzione, anche lui appassionato di boxe. Adonis riallaccia i rapporti con Dame e, dopo un infortunio di Viktor Drago, che avrebbe dovuto affrontare il campione del mondo e pupillo di Adonis Felix Chavez in un incontro, Dame prende il suo posto su suggerimento di Adonis e vince, nonostante bari. Poco dopo, Adonis scopre che l'infortunio di Viktor era stato provocato da un compagno di cella di Dame per farli avere una chance per il titolo. Adonis decide così di tornare a combattere contro Dame e, dopo un lungo incontro, vince e riconquista il titolo, per poi riappacificarsi con Dame.

## Carriera
- Categoria: Pesi massimi leggeri, Pesi massimi
- Periodo di attività professionistica: 2015-in corso
- Palmarès: Titolo mondiale WBC, WBA e IBF.
- Record:
  - Incontri disputati - vittorie (k.o.) - sconfitte (k.o.) - pareggi
  - Professionistico: 35 - 34 (34) - 1 - 0 (aggiornato al 2023)[4]